# Фалстер
Фалстер (на датски: Falster) е петият по големина датски остров в Балтийско море. На него живеят над 40 хил. души (2021 г.). Площ 514 km².

## География
Остров Фалстер е разположен в югоизточната част на страната. Дължината му от север на юг е 45 km, а максималната ширина 23 km. На запад протока Гулборгсун го отделя от остров лолан, на север протока Смоланс Фарванет – от остров Шеланд, а на североизток протока Грьонсун – от остров Мьон. Бреговете му са предимно ниски, малко по-разчленени на север. Изграден е главно от варовици и глини, препокрити с ледникови наслаги. Релефът представлява хълмиста моренна равнина, с отделни хълмове с максимална височина 44 m (на изток). Отделни участъци от острова, предимно на север и юг лежат под морското равнище. Речната мрежа е гъста, представена от къси и малки, но пълноводни реки, отводнителни и дренажни канали. Големи участъци са осушени и защитени с водозащитни диги. В миналото островът е бил покрит с гъсти букови и дъбови гори, от които сега са се запазили отделни малки участъци. Отглеждат се зърнени култури и захарно цвекло и се развива интензивно животновъдство. На запад чрез два шосейни моста и един тунел се свързва с шосейната мрежа на остров Лолан, а на север чрез Вординборгския мост с остров Шеланд и от там с общата жп и шосейна мрежа на Дания. Най-големият град на острова е Нюкьобинг, разположен на западното му крайбрежие.